# Adstrat
Adstrat és l'influx entre dues llengües que després de conviure durant un temps en un mateix territori viuen separades en dos territoris veïns cadascuna amb la seva pròpia llengua.
Adstrat també és aplicat per molts lingüistes per designar l'influx mutu de dues llengües o dialectes veïns, com per exemple l'influx constant entre el català i el castellà o entre el gallec i el basc. El concepte d'adstrat és equivalent a diferents processos del contacte de llengües que no impliquen substitució.
Normalment aquesta influència és provocada per un període de convivència limitat d'aquestes llengües o dialectes en un mateix territori. Modernament, a causa del gran desenvolupament dels mitjans de comunicació, la noció d'adstrat no suposa necessàriament la contigüitat geogràfica, sinó també una contigüitat política i econòmica de països més allunyats, com és el cas de l'influx creixent de l'anglès sobre altres llengües europees.